# Comités d'action bretons
Les Comités d'action bretons se rattachent à la mouvance autogestionnaire peu présente dans le mouvement breton des années 1970. 
Dès leur création, les Comités d'Action Bretons (C.A.B.) vont adopter une orientation, et une organisation nouvelles en Bretagne : ils vont intervenir selon trois axes de façon homogène : la lutte de classes, la spécificité bretonne, et la lutte dans le champ de l'oppression de la vie quotidienne en Bretagne. Ils  vont privilégier la pratique et l'enseignement qu'on peut en tirer, avec l'idée de faire émerger de nouvelles formes de pouvoir. Ils vont se démarquer des autres courants de la gauche de l'époque.

« Me sonj e teuy eun devez ma ne vo renet Breiz

Nemed gand ar Vretoned, ha peb tra a vo reiz »

— Yann Gouer, Gwerz tabut Kemper, 1968.
Ces vers de Yann Gouer, servent d'introduction au document de présentation des C.A.B. En voici la traduction : « Je pense qu'un jour viendra où la Bretagne ne sera dirigée Que par les bretons, et tout sera bien ainsi. »

## Fondation
Au commencement il y avait les Comités de Soutien aux Détenus Politiques Bretons. Après la libération des détenus à l'issue du procès d'octobre 1972 devant la Cour de Sûreté de l'État, 70 délégués de toute la Bretagne et de la région parisienne réunis en une ultime assemblée générale décident en novembre 1972 de transformer le mouvement en Comités d'Action Bretons. Le travail des Comités de Soutien avait été principalement d'accentuer la jonction entre le mouvement breton (sans laisser pour compte sa partie clandestine) et les luttes populaires en Bretagne. « Joint, Lait, F.L.B., même combat ! » en fut le slogan.

## Orientation politique

### La lutte de classes
L'idée est de soutenir et de participer aux luttes du peuple travailleur breton contre le capitalisme. Les C.A.B. mettent dans le même sac le patronat français, le patronat breton, et ce qu'ils appellent le capitalisme d'État français.

### La spécificité Bretonne
Elle se décline selon trois angles : économique, culturel et historique, institutionnel.
Le travail hors de Bretagne est assimilé à une déportation, associé au chômage, le mot d'ordre « Vivre et travailler au Pays » sera popularisé.
Les priorités seront le développement de la langue, de la culture bretonne, de l'enseignement de l'histoire du peuple breton. Des revendications seront posées pour les « droits culturels » du peuple breton.
Versant institutionnel : l'unité administrative de la Bretagne historique est prônée, avec mise en place de centres de décision en Bretagne, mais aucun programme institutionnel précis ne sera privilégié. Il n'est pas plus question d'indépendance que de fédéralisme ou d'autonomie.
Ces divers points sont développés en solidarité avec les autres minorités nationales de l'hexagone, et ceux qu'il considèrent comme les autres peuples frères : territoires d'Outre-Mer, Irlande, etc.

### Luttes dans le champ de l'oppression de la vie quotidienne en Bretagne
Les C.A.B. tenterons d'être des catalyseurs de l'unité de toutes les luttes. Ils seront le ferment de la jonction du mouvement breton et du mouvement des luttes populaires. Ils vont faire sortir le mouvement de son isolement traditionnel.

## Une certaine conception de l'organisation
Privilégier la pratique, et refus d'incarner une avant-garde auto-proclamée au programme politique précis seront mis en avant. 

## Positionnement par rapport aux autres composantes de la gauche en Bretagne
Les C.A.B. relèvent dans la gauche hexagonale les carences concernant la spécificité bretonne. L'U.D.B. Union démocratique bretonne à qui ils reconnaissent une analyse pertinente est toutefois taxée de suivisme par rapport au P.C.F.
Le P.C.B.Parti communiste breton est regardé comme élitiste.
La position face au F.L.B. Front de Libération de la Bretagne est plus ambigüe. Les C.A.B. se défendent de préconiser les méthodes utilisées, mais refusent de condamner les militants dont le combat est bien compris .

## Actions[3]
Certains C.A.B. ont eu une durée éphémère souvent liée à une lutte, d'autres vont s'inscrire dans la durée, comme à Rennes, Nantes et Saint-Nazaire.
Les moments marquants vont être les soutiens actifs aux grévistes de Pédernec, à Edouard Morvan  et de six autres paysans du Finistère emprisonnés lors de la guerre du lait. Ils vont s'associer aux actions contre le remembrement, contre les expulsions de métayers, contre les implantations militaires, contre les projets nucléaires, surtout à Corsept (44), mais aussi à Plogoff. Ils vont soutenir les détenus du FLB/LNS. Les C.A.B. vont s'inscrire largement dans la campagne présidentielle de René Dumont . Ces participations actives seront assorties de distributions de tracts . Les C.A.B. vont intervenir lors de congrès enseignants, contester l'urbanisme « à la parisienne », notamment à St-Nazaire avec des contributions de l'école d'architecture de Nantes. Leur action sera sensible dans les chantiers et à l'usine des Batignolles de Nantes. Ils vont être des acteurs de la mobilisation de soutien à LIP.

## Disparition
Les  C.A.B. vont finalement disparaître en tant que tels, et se fondre à l'intérieur du F.S.A.B.Front socialiste autogestionnaire breton.